# Club Deportivo Toros RLF13 Antofagasta
El Club Deportivo Toros RLF13 Antofagasta es un Club Deportivo de Rugby League a 13 formado por la iniciativa de los Venezolanos residentes en la ciudad de Antofagasta - Chile el 29 de octubre de 2017, entre los más destacados están Juan José Quero,
Anderson Morales (quien estuvo como capitán y quien fue en Calidad de Invitado en varias ocasiones a prestar apoyo a la Selección Colombia de Rugby League) y José Manuel Hernández (quien fue el presidente del Club durante el periodo 2017 -2019), actualmente está afiliado a la RLF13 CHILE participa en la Liga de Rugby League Futbol 13 Antofagasta o Liga Norte de Rugby League Antofagasta desde 2018, en el 2017 se ubicó en el segundo Lugar del torneo finalización de verano Rugby 
League Antofagasta, actualmente es el Campeón del Torneo Clausura de la Liga de Rugby League Futbol 13 Antofagasta 2018 y el campeón de la primera edición de la Copa Liga Antofagasta Rugby League XIII 2018.

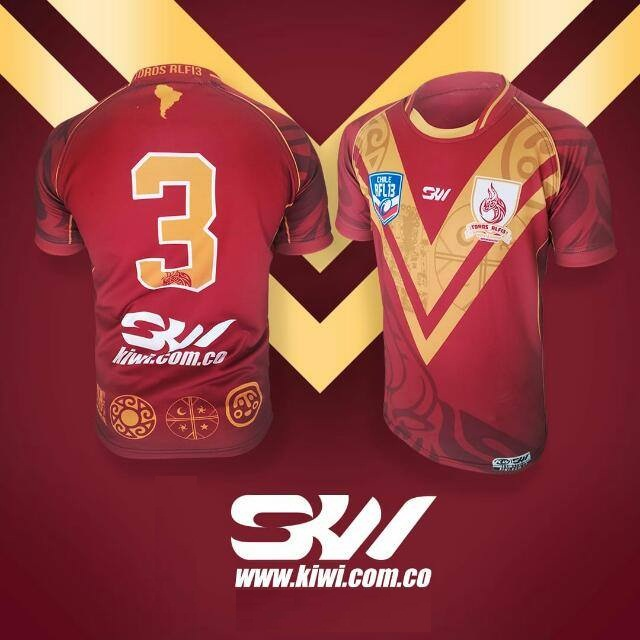
Uniforme Oficial del Club Deportivo Toros RLF13

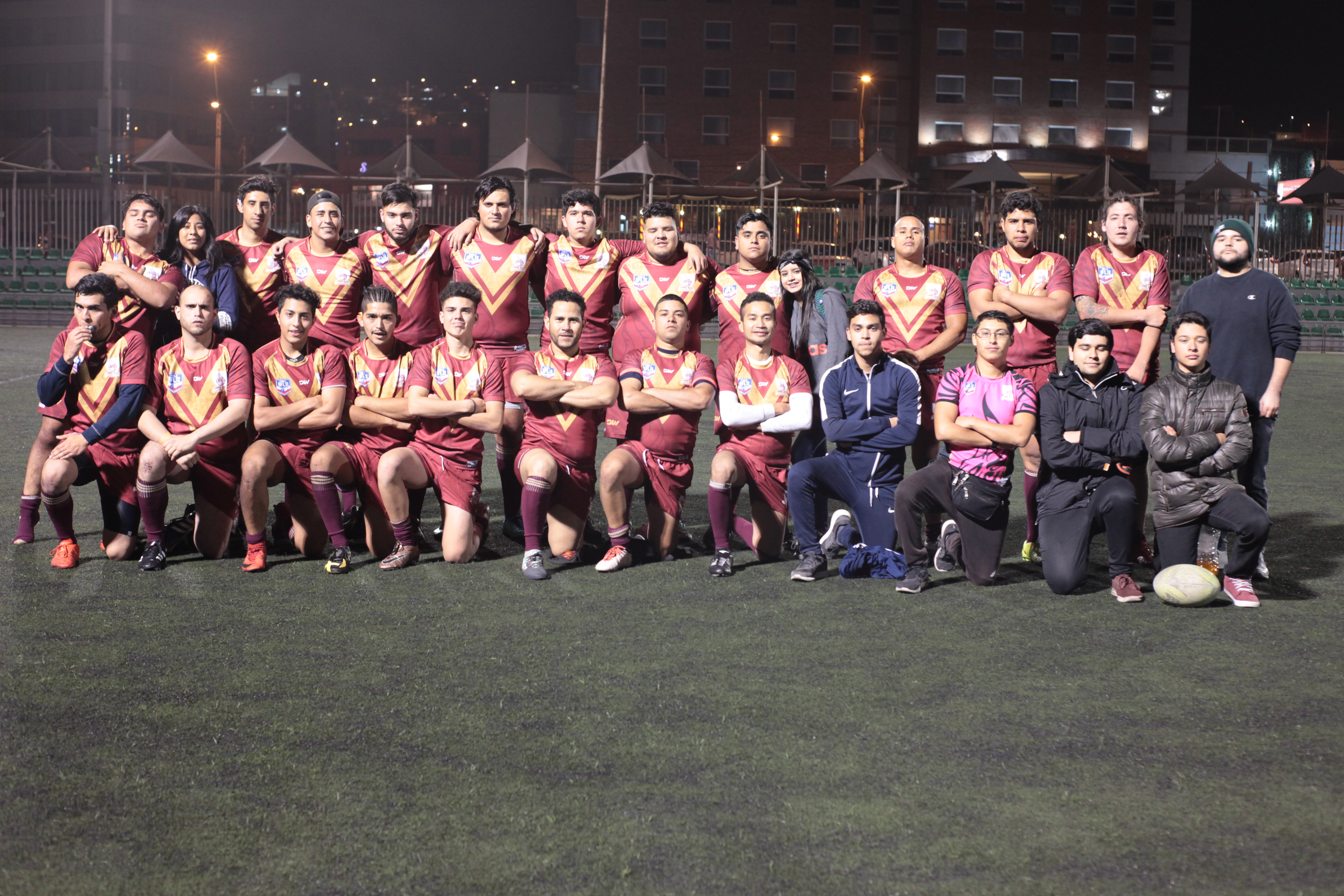
Equipo Campeón del Primer Título del Club Torneo Clausura de Rugby League 2018

## Palmarés
- Torneo Clausura Liga Antofagasta: 2018
- Copa Liga Antofagasta Rugby League XIII: 2018